# Zoomerne
Zoomerne er en dansk familiefilm fra 2009.

## Handling
Tim og Alexander er venner. Tim vil gerne have en kæreste og Alexander vil gerne have gode karakterer. En dag lægger de den perfekte plan. De skal bruge: En elkedel, en hjemmelavet robot, en tegning over skolen og 100 overvågningskameraer.
Zoomerne er en historie om venskab og hemmeligheder – og om hvad man gør, når man pludselig opdager noget, som man slet ikke skulle have opdaget...
Zoomerne – De ser alt, de ved alt.. DE MÅ IKKE!